# Danielle Lins
Danielle „Dani“ Rodrigues Lins (* 5. Januar 1985 in Recife) ist eine brasilianische Volleyballspielerin. Bei den Olympischen Spielen 2012 in London gewann sie die Goldmedaille.

## Karriere

### Im Verein
Lins begann ihre Karriere 2000 beim Osasco Voleibol Club, mit dem sie 2003 bis 2005 dreimal in Folge brasilianischer Meister wurde. Anschließend wechselte sie zum Rio de Janeiro VC, mit dem sie ihre Erfolgsserie in der nationalen Meisterschaft bis einschließlich 2009 fortsetzte. Neben dem jährlichen Titel in der Liga gewann sie 2007 den brasilianischen Pokal. Nach dem nächsten Erfolg in der Liga mit Rio de Janeiro wechselte Lins 2011 zu SESI São Paulo.

### In der Nationalmannschaft
Mit den brasilianischen Junioren wurde Danielle Lins 2002 Südamerikameister. Im darauffolgenden Jahr gewann sie zudem die U-20-Weltmeisterschaft. Ihr Debüt in der A-Nationalmannschaft erfolgte 2003. Im selben Jahr erzielte Lins sowohl bei den Panamerikanischen Spielen als auch beim Pan American Cup den 4. Platz. 2005 und 2006 gewann sie mit Brasilien durch Finalsiege gegen China das Montreux Volley Masters, 2008 gewann sie den Pan American Cup. Lins wurde 2009 mit Brasilien Grand-Prix-Sieger und Südamerikameister, wobei sie auch den Pan American Cup und zum dritten Mal das Montreux Masters gewann. Dabei wurde sie bei der Südamerikameisterschaft als beste Zuspielerin des Turniers ausgezeichnet. Zudem fungiert Danielle Lins seit dem 1. August 2009 offiziell als Kapitän der Nationalmannschaft. 2010 erzielte sie mit Brasilien den zweiten Platz beim Grand Prix und erreichte das Finale der Weltmeisterschaft, wo Brasilien jedoch Russland mit 2:3 unterlag. Im folgenden Jahr wurde sie erneut Zweite beim Grand Prix, siegte aber bei den Panamerikanischen Spielen sowie beim Pan American Cup. Sowohl beim Grand Prix als auch bei den Panamerikanischen Spielen wurde sie erneut als beste Zuspielerin des Turniers ausgezeichnet. 2012 belegte sie zum dritten Mal in Folge den zweiten Platz beim Grand Prix. Anschließend nahm sie an den Olympischen Spielen in London teil und gewann mit Brasilien durch einen 3:1-Sieg im Finale gegen die USA die Goldmedaille.